# Liste der Nummer-eins-Hits in Tschechien (2009)
Diese Liste enthält alle Nummer-eins-Hits in Tschechien im Jahr 2009. Es gab in diesem Jahr 14 Nummer-eins-Singles und 16 Nummer-eins-Alben.
| Singles | Alben |
| --- | --- |
| - Amy Macdonald – This Is the Life - 2 Wochen (20. Dezember 2008 – 2. Januar 2009) - Coldplay – Viva la Vida - 3 Wochen (3. Januar – 23. Januar; → 2008) - Katy Perry – Hot n Cold - 10 Wochen (24. Januar – 3. April) - Pink – Sober - 2 Wochen (4. April – 17. April, insgesamt 3 Wochen) - Morandi – Save Me - 1 Woche (18. April – 24. April) - Pink – Sober - 1 Woche (25. April – 1. Mai, insgesamt 3 Wochen) - Alesha Dixon – The Boy Does Nothing - 8 Wochen (2. Mai – 25. Juni, insgesamt 11 Wochen) - Michal Hrůza – Napořád - 1 Woche (26. Juni – 2. Juli) - Alesha Dixon – The Boy Does Nothing - 3 Wochen (3. Juli – 23. Juli, insgesamt 11 Wochen) - Lily Allen – It’s Not Fair - 2 Wochen (24. Juli – 6. August) - Green Day – Know Your Enemy - 1 Woche (7. August – 13. August) - The Black Eyed Peas – I Gotta Feeling - 3 Wochen (14. August – 3. September, insgesamt 7 Wochen) - David Guetta feat. Kelly Rowland – When Love Takes Over - 2 Wochen (4. September – 17. September, insgesamt 4 Wochen) - The Black Eyed Peas – I Gotta Feeling - 1 Woche (18. September – 24. September, insgesamt 7 Wochen) - David Guetta feat. Kelly Rowland – When Love Takes Over - 2 Wochen (25. September – 8. Oktober, insgesamt 4 Wochen) - The Black Eyed Peas – I Gotta Feeling - 3 Wochen (9. Oktober – 29. Oktober, insgesamt 7 Wochen) - Lady Gaga – Paparazzi - 2 Wochen (30. Oktober – 13. November, insgesamt 4 Wochen) - David Guetta feat. Akon – Sexy Bitch - 1 Woche (14. November – 20. November, insgesamt 6 Wochen) - Lady Gaga – Paparazzi - 2 Wochen (21. November – 4. Dezember, insgesamt 4 Wochen) - Pussycat Dolls – Hush Hush - 1 Woche (5. Dezember – 11. Dezember) - David Guetta feat. Akon – Sexy Bitch - 5 Wochen (12. Dezember 2009 – 15. Januar 2010, insgesamt 6 Wochen) | - Michal Horáček – Ohrožený druh - 14 Wochen (22. November 2008 – 27. Februar 2009) - Monkey Business – Twilight of Jesters? - 1 Woche (28. Februar – 6. März) - U2 – No Line on the Horizon - 6 Wochen (7. März – 17. April) - Depeche Mode – Sounds of the Universe - 5 Wochen (18. April – 21. Mai) - Green Day – 21st Century Breakdown - 2 Wochen (22. Mai – 4. Juni) - Daniel Landa – Nigredo - 6 Wochen (5. Juni – 16. Juli, insgesamt 11 Wochen) - Michael Jackson – Thriller (25th Anniversary) - 2 Wochen (17. Juli – 30. Juli) - Michael Jackson – Live in Bucharest: The Dangerous Tour - 1 Woche (31. Juli – 6. August) - Daniel Landa – Nigredo - 2 Wochen (7. August – 20. August, insgesamt 11 Wochen) - Karel Gott – 70 hitů – Když jsem já byl tenkrát kluk - 1 Woche (28. August – 3. September) - Daniel Landa – Nigredo - 3 Wochen (4. September – 24. September, insgesamt 11 Wochen) - Madonna – Celebration - 1 Woche (25. September – 1. Oktober, insgesamt 2 Wochen) - Madonna – Celebration DVD - 1 Woche (2. Oktober – 8. Oktober) - Madonna – Celebration - 1 Woche (9. Oktober – 15. Oktober, insgesamt 2 Wochen) - Hapka a Horáček – Kudykam - 1 Woche (16. Oktober – 22. Oktober, insgesamt 2 Wochen) - Rammstein – Liebe ist für alle da - 1 Woche (23. Oktober – 29. Oktober) - Hapka a Horáček – Kudykam - 1 Woche (30. Oktober – 6. November, insgesamt 2 Wochen) - Aneta Langerová – Jsem - 1 Woche (7. November – 13. November) - Lucie Bílá – Bang! Bang! - 2 Wochen (14. November – 27. November) - Kabát – Po čertech velkej koncert - 7 Wochen (28. November 2009 – 15. Januar 2010) |